# Friedrich Kreilmann
Friedrich Kreilmann OSB (* 30. April 1719 in Erwitte; † 16. September 1786) war von 1765 bis zu seinem Tod Abt des Klosters Grafschaft.

## Leben
Kreilmann trat 1737 in das Kloster Grafschaft ein und legte 1738 die Profess ab. Im Jahr 1740 wurde er zum Subdiakon, 1741 zum Diakon und 1743 zum Priester geweiht. Kreilmann wurde 1754 Pastor der zum Kloster gehörenden Pfarrei Altenrüthen. Am 10. September 1765 wurde er zum Abt gewählt. 
Am Beginn seiner Amtszeit stand die Vollendung des elf Jahre zuvor begonnenen Kirchenbaus in Altenrüthen. Ihm gelang es, die meisten Schulden des Klosters abzutragen. In der Gemeinschaft setzte er eine strenge Disziplin durch und lockte viele Studierende an. Kurz vor seinem Tod waren die großen neuen Ökonomie- und Wirtschaftsgebäude vollendet. Auf freundschaftlichem Fuß stand er mit dem Erbvogt des Klosters Lothar Clemens Ferdinand von Fürstenberg. Im Jahr 1784 besuchte Erzbischof Maximilian Franz von Österreich auf einer Visitationsreise für mehrere Tage das Kloster. Begraben wurde Kreilmann in der Krypta der Klosterkirche. Von ihm existiert ein Porträt von Anton Joseph Stratmann.